# نوشیروان‌کلا
نوشیروان‌کلا، روستایی است از توابع بخش مرکزی شهرستان بابل در استان مازندران ایران.
دارای چند آرایشگاه،نانوایی،سوپرمارکت،قبرستان،حمام،پارک،زمین فوتبال،سالن ورزشی

## جمعیت
این روستا در دهستان اسبوکلا قرار دارد و روستای قصاب ذالکان در کنار این روستا میباشد براساس سرشماری مرکز آمار ایران در سال ۱۳۸۵، جمعیت آن ۶۳۲ نفر (۱۷۷خانوار) بوده‌است.

## اهالی مشهور
- سید حسین فلاح نوشیروانی